# Krucyfiks w kościele Najświętszej Marii Panny na Kapitolu w Kolonii
Krucyfiks w kościele Najświętszej Panny na Kapitolu w Kolonii – gotycka rzeźba przedstawiająca umęczonego ukrzyżowanego Chrystusa. Wykonane przez anonimowego artystę dzieło zaliczane jest do typu ikonograficznego ukształtowanego na przełomie XIII i XIV wieku – krucyfiksu widlastego. Znajduje się w kolońskim kościele Najświętszej Marii Panny na Kapitolu, w części prezbiterialnej w kaplicy po północno-wschodniej stronie. 

## Dzieje
Dzieło to zostało wykonane najprawdopodobniej w Kolonii przed rokiem 1304, kiedy krzyż został poświęcony. Mówi o tym Staurologia Coloniensis napisana w 1636 przez Aegidiusa Geleniusa, kolońskiego historyka żyjącego w latach 1595–1656. Prawdopodobnie stanowił główny element ołtarza Świętego Krzyża usytuowanego w pobliżu przegrody chórowej oddzielającego część przeznaczoną do duchowieństwa od reszty kościoła. Celem zleceniodawców tego dzieła nie było wyłącznie pokazanie nowego, poruszającego sposobu przedstawiania Chrystusa, lecz także nadanie rzeźbie charakteru kultowego. Podczas ostatniej analizy dzieła, kiedy to przeprowadzono badania endoskopowe, znaleziono wewnątrz liczne otwory na relikwie. Według wspomnianego Geleniusa, podczas poświęcenia w 1304 krucyfiks zawierał wewnątrz 36 relikwii. W XV wieku dzieło otrzymało polichromię, której większość zachowała się do dziś. Znaczenie i prestiż dzieła przyczyniły się do rozwoju ruchu pątniczego, kościół kapitoliński był po katedrze najważniejszym miejscem docelowym pielgrzymów. 

## Wygląd i analiza
Krucyfiks został wykonany z drzewa orzechowego: zarówno krzyż jak i figura Chrystusa. Stąd też ramiona krzyża przypominają uschnięte, sękate gałęzie, natomiast ciało Chrystusa tworzy z drzewem integralną całość – jest konwulsyjnie powyginane – głowa silnie opada w dół, przybite jednym gwoździem nogi uginają się pod ciężarem korpusu ciała, który jest mocno wygięty do przodu, a przez to ramiona i mięśnie przebitych dłoni są mocno rozciągnięte. W sposób bardzo silny wyeksponowane są deformacje ciała wynikające z początkującego stadium rozkładu. Wychudzone ciało ma czytelny kościec, szczególnie podkreślone są żebra, kręgosłup i mostek, silnie wysunięty wobec skurczonych mięśni brzucha. Na ciele oprócz ran krwi pojawiają się liczne bruzdy i objawy powszechnych wówczas chorób, przez co tego typu przedstawienie zyskało miano krucyfiksu morowego.
Zadaniem twórcy kolońskiego krucyfiksu mistycznego była zgodna z doloryzmem myśl mająca na celu jak najbardziej poruszyć odbiorcę za pomocą podkreślenia cierpienia i śmierci Chrystusa. Dramatycznie przedstawiona śmierć Chrystusa wywoływała bezpośrednio silny odzew uczuciowy – emocjonalne przeżycia i mistyczne współcierpienie. Takie przedstawienia miały ścisły związek z czternastowiecznym mistycyzmem, którego krzewicielami były środowiska zakonne. Dominikanin Henryk Suzo pisał wówczas: Gdybym wisiał na wysokiej gałęzi krzyża z nieskończonej miłości do Ciebie i wszystkich ludzi, całe moje ciało zostało boleśnie skrzywione..., bo moja boska głowa pochyliła się z bólu i cierpienia , moja czysta barwa wyblakła. Patrz moje piękno umarło zupełnie i całe, tak jak gdybym nie był piękną mądrością. 
Charakterystyczny kształt krzyża, którego ramiona są silnie wygięte nawiązuje do drzewa poznania dobra i zła, z którego Adam i Ewa skosztowali owoc popełniając tym samym grzech pierworodny. Stąd też dzieło kolońskie wytworzyło odmianą krucyfiksu mistycznego nazwanego krucyfiksem widlastym. Ten typ przedstawienia jest ilustracją konsekwencji grzechów ludzkości, które odkupił przez swoją śmierć krzyżową Jezus, przy czym meritum tego typu przedstawienia jest ukazanie symbolicznego drzewa śmierci i apogeum śmierci Zbawiciela. Krucyfiks koloński nie jest bynajmniej odzwierciedleniem zbawczego wymiaru śmierci krzyżowej, lecz śmierci samej w sobie, całkowitego rozkładu, poniżenia. Jan Białostocki określił kolońskie dzieło jako obraz ostatecznej nędzy, poniżenia tego co ludzkie w Chrystusie
Dodatkowo dla denaturalizacji ciała artysta w różnych miejscach ciała zgeometryzował formy, m.in. spiralny układ strąków włosów, sposób rozmieszczenia bruzd i krwawiących ran i przede wszystkim sam układ ciała oparty na kilku diagonaliach. Wszystkie te środki artystyczne pozbawiły ciało jego naturalnej formy, choć jednocześnie widać, że artysta znał bardzo dobrze anatomię ciała ludzkiego.